# 乱中日記

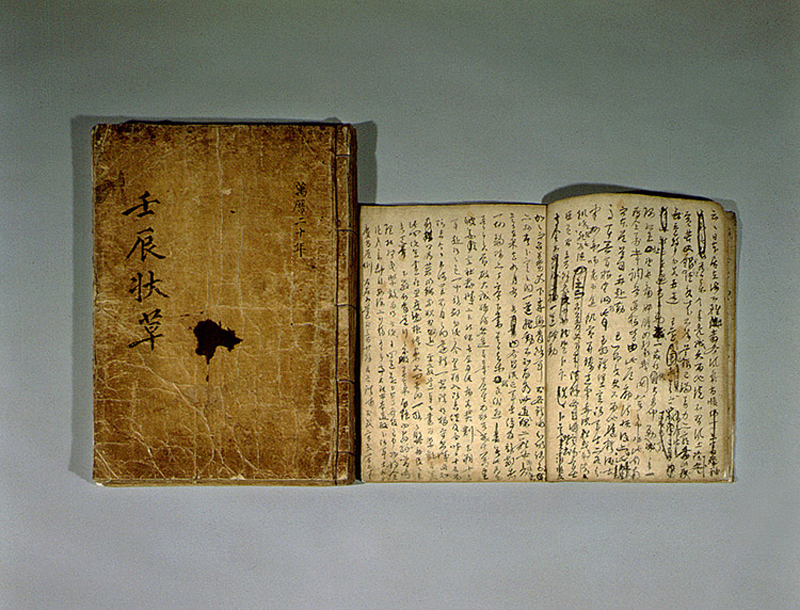
李舜臣乱中日記および書簡帖壬辰状草

『乱中日記』（らんちゅうにっき、朝鮮語: 난중일기）とは、李氏朝鮮の将軍であり文禄・慶長の役で朝鮮水軍を率いた李舜臣が、戦時中である1592年1月1日から1598年11月17日にかけて書いた日記である。亂中雜録や乱中雑録との表記もある。
現在は忠清南道牙山市の顕忠祠に所蔵。大韓民国の国宝「李舜臣乱中日記および書簡帖壬辰状草」の構成資産である。

## 概要
日記は「壬辰日記」（1592年）、「癸巳日記」（1593年）、「甲午日記」（1594年）、「乙未日記」（1595年）、「丙申日記」（1596年）、「丁酉日記」（1597年）、「続丁酉日記」（1597年）、「戊戌日記」（1598年）の8冊で構成されており、現在は「乙未日記」を除く7冊が伝わり保存されている。
日記は海軍の最高指揮官が自ら毎日の戦闘状況や個人的考えを率直に記しているという点や、戦略面での細かな情報、当時の庶民の様子までも記されており、世界でもなかなかない日記となっている。また、投降する日本兵のことや、老いた母への心配なども書かれている。
第11回ユネスコ世界記憶遺産国際諮問委員会（IAC）が2013年6月18日、光州広域市で開かれた際に「世界の記憶」遺産に登録された。
日本では2000年から2001年の台風に全3巻の『乱中日記　壬辰倭乱の記録』を北島万次訳で平凡社・東洋文庫より出版している。